# Cocktailglas

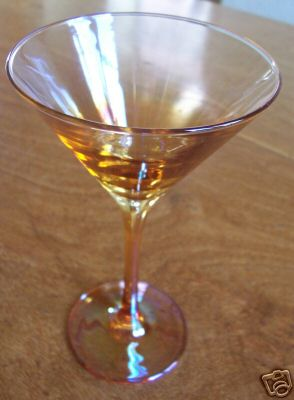
Een amber-getint cocktailglas

Een cocktailglas is een drinkglas met een steel en een wijde, puntvormige kelk.
Het voetje is wijd genoeg om voor balans te zorgen. De steel zorgt ervoor dat de gebruiker het glas kan vasthouden zonder met zijn lichaamstemperatuur de drank te beïnvloeden.
Het cocktailglas wordt ook wel martiniglas genoemd omdat deze cocktail hierin wordt geserveerd.